# Synagogue de Mopsueste
La synagogue de Mopsueste est un édifice de culte juif situé dans la ville antique de Mopsueste (l'actuelle Misis, Yakapinar depuis les années 1960), en Turquie), en Cilicie. Son caractère juif est disputé et certains archéologues et historiens estiment qu'il s'agit en réalité d'une église chrétienne.

## Description générale
Les vestiges archéologiques de l'édifice, mis au jour en 1955 par L. Budle et H. Bossert, sont minces. La structure avait la forme d'un rectangle de 24 × 25 m, divisé en trois ailes séparées par des colonnades. À l'ouest, deux espaces identifiés par les fouilleurs comme un narthex et un atrium précédaient la salle principale. Il y aurait eu une abside sur le côté est, et trois entrées à l'ouest. L'essentiel des vestiges consiste en mosaïques figurées. Pour Ernst Kitzinger, l'édifice est une église à trois nefs. Plus récemment, R. Hachlili a estimé que la ressemblance du bâtiment avec les synagogues d'Israël, notamment celle de Hammath-Tibériade permettait bien d'en faire une synagogue.

## Les mosaïques
Les mosaïques de pavement constituent l'élément principal de la discussion sur l'identification de l'édifice. Elles sont divisées en panneaux répartis dans une aile centrale plus large, une aile sud et deux ailes nord. La mosaïque de la nef centrale comprend un panneau central représentant l'Arche de Noé, identifiée par une inscription en grec sur le couvercle de l'arche. Les deux autres panneaux centraux sont très mal conservés : des poissons peuvent indiquer un autre thème biblique. Un riche rinceau d'acanthe orne la bordure de ces panneaux. Il est habité de différents animaux et objets.
La nef latérale la plus au nord comporte un cycle de mosaïques figurées dont il ne reste plus malheureusement que des fragments. Réparties en neuf ou 11 épisodes, elles représentaient le récit biblique de Samson, d'après le Livre des Juges (14-16) : les sujets sont idenfiés grâce aux inscriptions grecques conservées qui reproduisaient des extraits de la Septante pour servir de légende aux images narratives. La lecture du cycle se fait de droite à gauche, ce qui pourrait être un argument en faveur de l'identité juive des concepteurs, bien que Kitzinger ait argué du fait que la lecture se faisait depuis le sanctuaire à l'extrémité est de l'église. Ce cycle exceptionnel par son sujet et son développement n'a pas d'équivalent dans l'art juif : on peut toutefois le rapprocher des fresques de la synagogue de Doura Europos, non pour le thème qui y est absent, mais pour la conception générale de ce type de récit iconographique.
Plusieurs exemples chrétiens sont en revanche connus : trois exploits de Samson sont dépeints dans la catacombe de la Via Latina, de façon similaire à ceux de la synagogue de Mopsueste. Un groupe de bas-reliefs du Martyrion d'Antioche porte également deux scènes du cycle de Samson.
D'après Avi-Yonah, le choix du cycle de Samson pour décorer cet édifice est dû à l'identification du personnage biblique avec le fondateur de Mopsueste, Mopsos.